# Portugal en los Juegos Olímpicos de Múnich 1972
Portugal estuvo representado en los Juegos Olímpicos de Múnich 1972 por un total de 29 deportistas que compitieron en 8 deportes.  
El portador de la bandera en la ceremonia de apertura fue el yudoca António Roquete. El equipo olímpico portugués no obtuvo ninguna medalla en estos Juegos.